# 西宮名塩ニュータウン
西宮名塩ニュータウン（にしのみやなじおニュータウン）は、兵庫県西宮市名塩地区にある住宅・都市整備公団が開発した住宅地である。愛称は「創造の丘ナシオン」。1991年（平成3年）に「街開き」が行われた。

## 概要

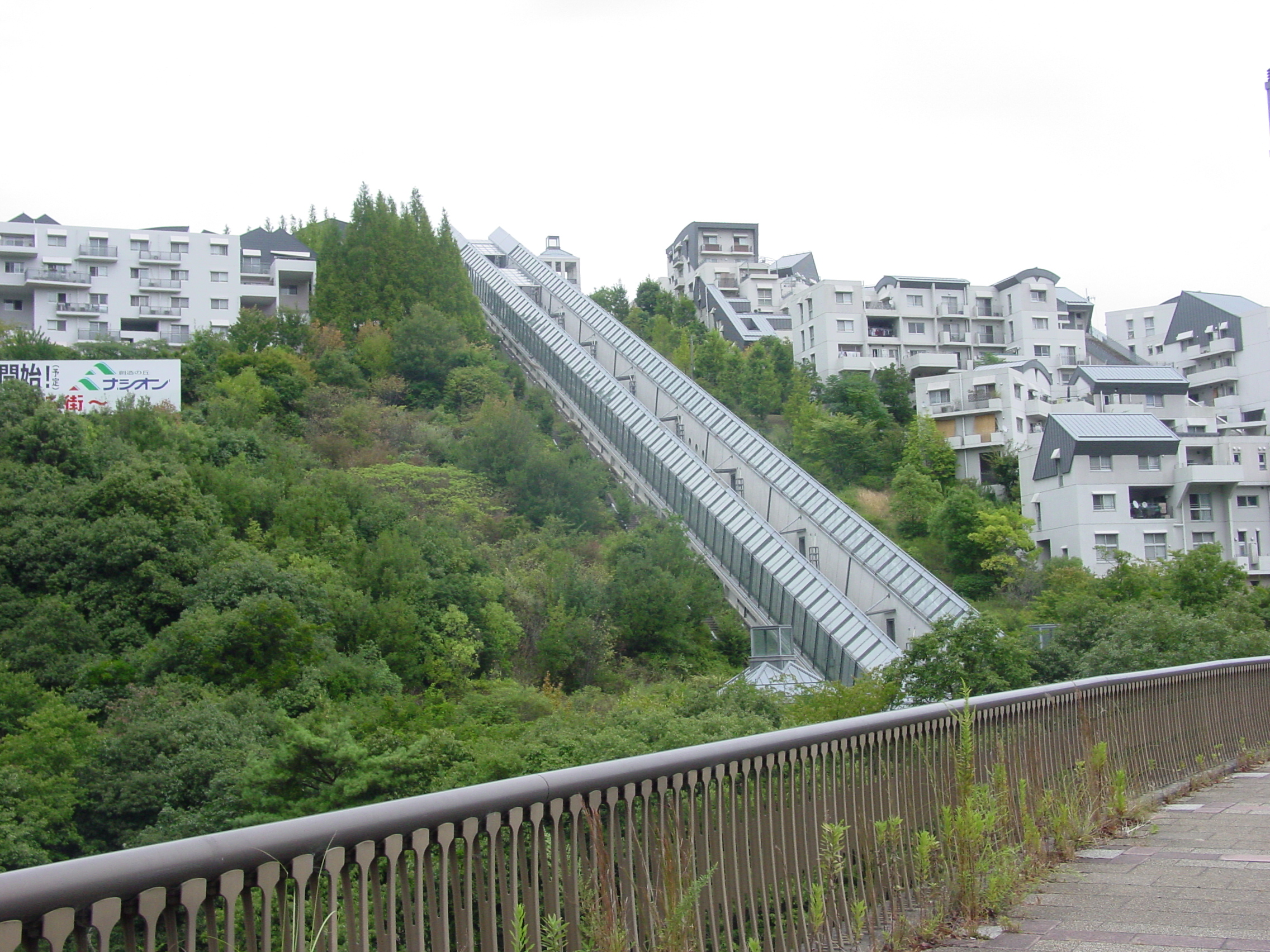
斜行エレベーター

西宮名塩駅から続く高低差60mの斜行エレベーター（開設当時、日本一長く速いとされた）が特徴の南斜面中心の住宅地。建築家の遠藤剛生が都市計画に参画し、多くの集合住宅や共同施設、斜行エレベーターなどの設計を手がけた。1994年（平成6年）、建設省都市景観100選で大賞に選ばれた。2011年には都市住宅学会賞業績賞（社団法人都市住宅学会設立20周年記念表彰）を受賞している。
斜面地における集合住宅の計画面積約243ヘクタール。当初計画人口約12,000人。
名塩中心部の東に位置する東山台地は、1965年（昭和40年）頃までは10軒足らずの集落と棚田が続く美しい里山であり、ニュータウンは棚田の形状を活かした、南斜面中心の階段状として建設された。
駅から比較的近い東山台地区は街開き当初から開発が進み、多くの集合住宅と戸建てが立ち並んでいる。一方その北側の国見台地区は開発計画が進まず、住宅があるのは2014年頃から入居が開始された4丁目のみであり、6丁目には企業や自動車販売店などがわずかにあるのみで、その他は大規模太陽光発電所（メガソーラー）が地区の多くを占めている。
駅周辺の名塩新町地区にも集合住宅がある。

## 交通
JR福知山線西宮名塩駅が最寄り駅。
西宮名塩駅からは阪急バスが宝塚方面、有馬方面へ運行しており、名塩近郊の住宅地への交通の中心となっている。
宝塚、三田両方面への幹線道路として国道176号があり、現在4車線化・バイパス建設（名塩道路）の事業中である。

## 学校
- 西宮市立東山台小学校
- 西宮市立塩瀬中学校

東山台中学校の計画があったが、今ではその予定地が宅地化されている。

## 商業施設
- エコール・なじお：西宮名塩駅隣接の複合商業施設。主なテナントは次の通り。
  - 阪急オアシス(食品スーパー)
  - キャンドゥ（100円ショップ）
  - コクミンドラッグシルク名塩店(ドラッグストア)
  - フランス屋（クリーニング）
  - 池田泉州銀行 (ATMのみ)
  - JA兵庫六甲 名塩駅前出張所
  - 三井住友銀行(ATMのみ)
  - 医院・クリニック、調剤薬局、眼鏡店、学習塾、美容室・理容室、生活介護事務所など

## 公園

### 塩瀬中央公園
塩瀬中央公園（しおせちゅうおうこうえん）は、東山台5丁目に存在する公園。約22万平方メートル。園内には塩瀬体育館、テニスコート、円形広場、多目的グラウンドなどもある。

### その他の公園
- 東山台北公園
- 東山台東公園
- 東山台西公園
- 東山台南公園・ガゼボ広場
- ナシオン広場：46mの高低差を生かした階段と広場で構成
- 創造の森：地区中央東側、東山近辺の原生林

## その他施設
- 西宮市塩瀬センター
  - 西宮市役所塩瀬支所
  - 西宮市立北部図書館
  - 塩瀬公民館
  - 塩瀬児童センター

- 西宮東山台郵便局
- 西宮警察署 名塩交番
- 西宮市消防局 北消防署
- 東山台コミュニティ会館
- 塩瀬体育館

## 芸術
- 池田満寿夫のモニュメント「ナシオンの天馬」「ラ・メール」「静と動」：斜行エレベーター下部ステーション
- リエラ・イ・アラゴ（Josep María Riera i Aragó）のオブジェ「アピオ名塩」：ナシオン広場「遊ぶ」広場内
- ナシオンテラス：塩瀬中央公園内のモニュメント

## 周辺施設など
- よみうりカントリークラブ
- 旧国鉄福知山線廃線跡ハイキングコース
- 名塩八幡神社
- 名塩和紙学習館